# Robert Gustavsson Orgelbyggeri
Robert Gustavsson Orgelbyggeri AB är ett orgelbyggeri på Volontärvägen 29 i Härnösand, som grundades 1968.
Företaget Robert Gustavsson Orgelbyggeri har specialiserat sig på  att bygga mindre och medelstora orglar. Förutom att bygga i både norra och södra Sverige har de även levererat ett tjugotal orglar till Norge.
Företaget arbetar med nära förebilder från barocken och klassiskt svenskt orgelbyggeri och de bygger i de traditionella trämaterialen som ren furu och ek. Orglarnas utformning och färgsättning anknyter ofta till historiska stilarter. I verksamheten ingår således även restaurering av äldre orglar. När det gäller den klangliga traditionen eftersträvar företaget vidareutveckling av de mindre orglarnas dispositioner. Det innebär att orglarna blir användbara både för ackompanjemang och solistframträdanden med ett begränsat stämantal.
År 1998 firade Robert Gustavsson Orgelbyggeri trettioårsjubileum. Det året restaurerades och rekonstruerades orgeln i Ängsö kyrka (1998) i Västerås stift, byggd 1781 av orgelbyggaren Olof Schwan (1744–1812). Vidare levererades kororgeln i Fryksände kyrka (1998) i Torsby i Värmlands län, samt orgeln till Terra Nova-kyrkan (1998) öster om Visby på Gotland, som blev firmans etthundratjugonde orgelbygge.

## Orglar

### Nybyggnationer (urval)
| År   | Ursprunglig kyrka                  | Stift            | Bild | Manualer | Pedal        | Stämmor | Bevarad orgel/fasad | Övrigt                                    |
| ---- | ---------------------------------- | ---------------- | ---- | -------- | ------------ | ------- | ------------------- | ----------------------------------------- |
| 1970 | Sågmyra kapell                     |                  |      |          |              |         |                     |                                           |
| 1972 | Flens gravkapell                   |                  |      |          |              |         |                     |                                           |
| 1972 | Håsta kyrka                        | Uppsala          |      | 1        | Nej          | 3       |                     |                                           |
| 1972 | Gravkapellet, Hässjö               |                  |      |          |              |         |                     |                                           |
| 1972 | Karlbergskyrkan                    | Karlstad         |      |          | Självständig |         |                     |                                           |
| 1975 | Hycklinge kyrka                    | Linköping        |      | 2        | Självständig | 19      |                     |                                           |
| 1976 | Östervåla missionskyrka            |                  |      |          |              |         |                     |                                           |
| 1977 | Gravkapellet, Ström                |                  |      |          |              |         |                     | Flyttad 1984 till Ströms kyrka, kororgel. |
| 1977 | Hässjö kyrka                       | Härnösand        |      |          |              |         |                     | Kororgel.                                 |
| 1977 | Malsta kyrka                       | Uppsala          |      |          |              |         |                     |                                           |
| 1977 | Hammars kyrka                      | Strängnäs        |      | 1        | Självständig | 6       |                     | Kororgel.                                 |
| 1977 | Hanebo kyrka                       | Uppsala          |      | 1        | Självständig | 6       |                     | Kororgel.                                 |
| 1977 | Vimmerby kyrka                     | Linköping        |      | 1        | Självständig | 6       |                     | Kororgel.                                 |
| 1978 | Slöta kyrka                        | Skara            |      | 1        | Självständig | 5       |                     | Kororgel.                                 |
| 1978 | Jonsereds missionskyrka, Partille  |                  |      |          |              |         |                     |                                           |
| 1978 | Lagga kyrka                        | Uppsala          |      | 2        | Självständig | 16      |                     |                                           |
| 1978 | Harbo kyrka                        | Uppsala          |      | 1        | Nej          | 4       |                     | Kororgel.                                 |
| 1978 | Alunda kyrka                       | Uppsala          |      | 2        | Självständig | 10      |                     | Kororgel.                                 |
| 1978 | Skrea kyrka                        | Göteborg         |      |          |              | 6       |                     | Kororgel.                                 |
| 1979 | Mo kyrka                           |                  |      |          |              |         |                     | Kororgel.                                 |
| 1979 | Tensta kyrka                       | Uppsala          |      | 1        | Självständig | 5       |                     | Kororgel.                                 |
| 1979 | Tvååkers kyrka                     | Göteborg         |      |          |              |         |                     | Kororgel.                                 |
| 1979 | Hultsfreds kyrka                   | Linköping        |      | 1        | Självständig | 6       |                     | Kororgel.                                 |
| 1979 | Västra Ryds kyrka                  | Linköping        |      | 1        | Självständig | 6       |                     | Kororgel.                                 |
| 1980 | Björkebergskyrkan                  | Uppsala          |      | 1        | Nej          | 4       |                     |                                           |
| 1980 | Hemavans kapell                    |                  |      |          |              |         |                     |                                           |
| 1980 | Stigsjö kyrka                      | Härnösand        |      |          |              |         |                     | Kororgel.                                 |
| 1980 | Gamla Uppsala kyrka                | Uppsala          |      | 1        | Bihängd      | 6       |                     | Kororgel.                                 |
| 1980 | Sperlingsholms kyrka               | Göteborg         |      | 1        | Självständig | 6       |                     |                                           |
| 1980 | Sankta Anna kapell                 | Göteborg         |      | 1        | Självständig | 6       |                     |                                           |
| 1981 | Hagakyrkan, Sundsvall              |                  |      |          |              |         |                     |                                           |
| 1981 | Tierps kyrka                       | Uppsala          |      | 2        | Självständig | 12      |                     | Kororgel.                                 |
| 1981 | Uppsala domkyrka                   | Uppsala          |      |          |              |         |                     | Orgel i Sturekoret.                       |
| 1981 | Gullängets kyrka                   | Härnösand        |      |          |              |         |                     |                                           |
| 1981 | Forsmarks kyrka                    | Uppsala          |      | 2        | Självständig | 15      |                     | Kororgel.                                 |
| 1981 | Strömstads kyrka                   | Göteborg         |      | 1        | Självständig | 5       |                     | Kororgel.                                 |
| 1981 | Rångedala kyrka                    | Skara            |      | 1        | Självständig | 6       |                     | Kororgel.                                 |
| 1981 | Vårdsbergs kyrka                   | Linköping        |      | 1        | Bihängd      | 6       |                     | Kororgel.                                 |
| 1982 | Ramnakyrkan                        |                  |      |          |              |         |                     |                                           |
| 1982 | Målilla-Gårdveda kyrka             | Linköping        |      | 1        | Självständig | 6       |                     | Kororgel.                                 |
| 1982 | Övergrans kyrka                    | Uppsala          |      | 2        | Självständig | 19      |                     |                                           |
| 1983 | Lerums kyrka                       | Göteborg         |      | 2        | Självständig | 18      |                     |                                           |
| 1983 | Aspenäs kyrka                      | Göteborg         |      | 1        | Självständig | 5       |                     |                                           |
| 1983 | Härnösands domkyrka                | Härnösand        |      | 2        | Självständig | 14      |                     | Kororgel.                                 |
| 1983 | Åls kyrka                          | Västerås         |      | 1        | Självständig | 6       |                     | Kororgel.                                 |
| 1983 | Älmhults kyrka                     | Växjö            |      | 2        | Självständig | 7       |                     | Kororgel.                                 |
| 1983 | S:t Maria kapell, Västervik        |                  |      |          |              |         |                     |                                           |
| 1984 | Högalidskyrkan                     | Stockholm        |      | 2        | Självständig | 17      |                     | Kororgel.                                 |
| 1984 | Bjärtrå kyrka                      | Härnösand        |      |          |              |         |                     | Kororgel.                                 |
| 1984 | Gustafs kyrka                      | Västerås         |      | 2        | Självständig |         |                     | Kororgel.                                 |
| 1984 | Skallsjö kyrka                     | Göteborg         |      | 1        | Självständig | 5       |                     | Kororgel.                                 |
| 1985 | Sankta Katarina kapell             | Göteborg         |      | 2        | Självständig | 9       |                     |                                           |
| 1985 | Sankt Johannes kyrka               | Växjö            |      | 2        | Självständig | 11      |                     |                                           |
| 1985 | Häggdångers kyrka                  | Härnösand        |      | 1        | Självständig | 6       |                     | Kororgel.                                 |
| 1985 | Rånäs kapell                       | Uppsala          |      | 2        | Självständig | 11      |                     |                                           |
| 1986 | Vendels kyrka                      |                  |      | 1        | Nej          | 4       |                     | Kororgel.                                 |
| 1986 | Siljansnäs kyrka                   | Västerås         |      |          |              |         |                     | Kororgel.                                 |
| 1986 | Gravkapellet, Ström                |                  |      |          |              |         |                     |                                           |
| 1986 | Spånga kyrka                       | Stockholm        |      | 1        | Självständig | 5       |                     | Kororgel.                                 |
| 1986 | Kisa kyrka                         | Linköping        |      | 1        |              |         |                     | Kororgel.                                 |
| 1987 | Björkekärrs kyrka                  | Göteborg         |      | 2        | Självständig | 11      |                     |                                           |
| 1988 | Säbrå kyrka                        | Härnösand        |      | 1        | Självständig | 9       |                     | Kororgel.                                 |
| 1988 | By kyrka                           | Västerås         |      |          |              |         |                     | Kororgel.                                 |
| 1988 | Säve kyrka                         | Göteborg         |      |          |              | 4       |                     | Kororgel.                                 |
| 1988 | Ski nye kirke                      | Borg             |      | 2        | Självständig | 18      |                     |                                           |
| 1989 | Järlåsa kyrka                      | Uppsala          |      | 2        | Självständig | 11      |                     | Kororgel.                                 |
| 1989 | Kungslena kyrka                    | Skara            |      | 2        | Självständig | 10      |                     |                                           |
| 1990 | Sankt Pers kyrka                   | Uppsala          |      | 2        | Självständig | 16      |                     |                                           |
| 1990 | Faringe kyrka                      | Uppsala          |      | 1        | Självständig | 9       |                     |                                           |
| 1991 | Missionskyrkan, Askersund          |                  |      |          |              |         |                     |                                           |
| 1991 | Västerfärnebo kyrka                | Västerås         |      | 1        | Självständig | 8       |                     | Kororgel.                                 |
| 1992 | Helga Trefaldighets kyrka          | Uppsala          |      | 2        | Självständig | 25      |                     |                                           |
| 1992 | Jävre småkyrka                     |                  |      |          |              |         |                     |                                           |
| 1992 | Heliga Korsets kapell, Härnösand   |                  |      |          |              |         |                     |                                           |
| 1993 | Galtströms brukskyrka              | Härnösand        |      |          |              |         |                     |                                           |
| 1993 | Ljusdals kyrka                     | Uppsala          |      | 2        | Självständig | 15      |                     | Kororgel.                                 |
| 1994 | Edsbro kyrka                       | Uppsala          |      |          |              |         |                     |                                           |
| 1995 | Fläckebo kyrka                     | Västerås         |      |          |              |         |                     | Kororgel.                                 |
| 1995 | Sankt Lars katolska kyrka, Uppsala |                  |      | 2        | Självständig | 13      |                     |                                           |
| 1997 | Vendels kyrka                      |                  |      | 2        | Självständig | 15      |                     |                                           |
| 1998 | Fryksände kyrka                    | Karlstad         |      | 2        | Självständig | 16      |                     | Kororgel.                                 |
| 1998 | Terra Nova-kyrkan                  | Visby            |      | 2        | Självständig | 13      |                     |                                           |
| 2005 | Nordreisa kirke                    | Nord-Hålogalands |      |          |              | 19      |                     |                                           |
| 2015 | Mariakyrkan                        | Luleå            |      | 2        | Självständig | 17      |                     |                                           |

### Övriga arbeten
| År           | Ursprunglig kyrka | Stift     | Bild | Manualer | Pedal        | Stämmor | Bevarad orgel/fasad | Övrigt                                                                                             |
| ------------ | ----------------- | --------- | ---- | -------- | ------------ | ------- | ------------------- | -------------------------------------------------------------------------------------------------- |
| 1970         | Fårö kyrka        | Visby     |      | 1        | Självständig | 12      |                     | Restaurering av en orgel byggd 1875 av Frans Andersson. Arbetet utfört tillsammans med Dag Edholm. |
| 1973         | Vallbo kapell     | Härnösand |      |          |              |         |                     | Restaurering.                                                                                      |
| 1979         | Kungs-Husby kyrka | Uppsala   |      | 1        | Bihängd      | 10      |                     | Restaurering av en orgel byggd av Pehr Gullbergson.                                                |
| Omkring 1980 | Barsvikens kapell | Härnösand |      | 1        | Nej          | 3       |                     | Restaurering av en orgel byggd 1882 avEmanuel Johansson.                                           |
| 1981         | Hägerstads kyrka  | Linköping |      | 2        |              | 14      |                     | Restaurering av en orgel byggd 1866 av Sven & Erik Nordström.                                      |
| 1982         | Norrby kyrka      | Västerås  |      | 2        | Självständig | 15      |                     | Restaurering av en orgel byggd 1887 av E A Setterquist & Son.                                      |
| 1985         | Jättendals kyrka  | Uppsala   |      | 1        | Självständig | 15      |                     | Restaurering av en orgel byggd 1839 av Lars Niclas Nordqvist.                                      |
| 1985         | Skönberga kyrka   | Linköping |      |          |              |         |                     | Restaurering av en orgel byggd 1851.                                                               |
| 1991         | Arnäs kyrka       | Härnösand |      | 1        | Bihängd      | 13      |                     | Restaurering och uppsättning av en orgel byggd 1807 av Pehr Strand.                                |
| 1998         | Ängsö kyrka       | Västerås  |      |          |              |         |                     | Restaurering av en orgel byggd 1781 av Olof Schwan.                                                |